# Kanton Vermenton
Kanton Vermenton (fr. Canton de Vermenton) byl francouzský kanton v departementu Yonne v regionu Burgundsko. Skládal se ze 13 obcí. Zrušen byl po reformě kantonů 2014.

## Obce kantonu
- Accolay
- Arcy-sur-Cure
- Bazarnes
- Bessy-sur-Cure
- Bois-d'Arcy
- Cravant
- Lucy-sur-Cure
- Mailly-la-Ville
- Prégilbert
- Sacy
- Sainte-Pallaye
- Sery
- Vermenton